# Polystachya proterantha
Polystachya proterantha är en orkidéart som beskrevs av Phillip James Cribb. Polystachya proterantha ingår i släktet Polystachya och familjen orkidéer. Inga underarter finns listade i Catalogue of Life.